# Ochlodes
Ochlodes är ett släkte av fjärilar som beskrevs av Samuel Hubbard Scudder 1872. Ochlodes ingår i familjen tjockhuvuden.

## Bildgalleri

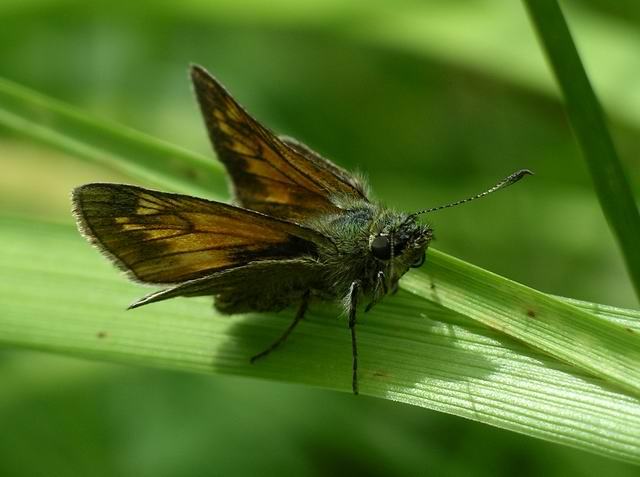

## Dottertaxa tillOchlodes, i alfabetisk ordning[1][2]
- Ochlodes agricola
- Ochlodes alexandra
- Ochlodes alpina
- Ochlodes amanda
- Ochlodes ampittiformis
- Ochlodes amurensis
- Ochlodes asahinai
- Ochlodes bouddha
- Ochlodes brahma
- Ochlodes chosensis
- Ochlodes clara
- Ochlodes concoulensis
- Ochlodes consors
- Ochlodes crataeis
- Ochlodes esperi
- Ochlodes extensa
- Ochlodes faunus
- Ochlodes flavomaculatus
- Ochlodes formosana
- Ochlodes francisca
- Ochlodes gautamae
- Ochlodes herculea
- Ochlodes hesperodoron
- Ochlodes hyrcana
- Ochlodes infraflava
- Ochlodes infranigricans
- Ochlodes infraochracea
- Ochlodes infravindis
- Ochlodes karennia
- Ochlodes klapperichi
- Ochlodes lanta
- Ochlodes linga
- Ochlodes majuscula
- Ochlodes mardon
- Ochlodes melicerta
- Ochlodes milo
- Ochlodes minuta
- Ochlodes napa
- Ochlodes nemorum
- Ochlodes nicaeensis
- Ochlodes nigra
- Ochlodes niitakana
- Ochlodes norvegica
- Ochlodes obsoleta
- Ochlodes ochracea
- Ochlodes opposita
- Ochlodes pasca
- Ochlodes paupera
- Ochlodes pilza
- Ochlodes pratincola
- Ochlodes pseudonicaeense
- Ochlodes rama
- Ochlodes rikuchina
- Ochlodes sagitta
- Ochlodes samenta
- Ochlodes sanka
- Ochlodes scudderi
- Ochlodes selas
- Ochlodes septentrionalis
- Ochlodes similis
- Ochlodes siva
- Ochlodes snowi
- Ochlodes subhyalina
- Ochlodes sylvanellus
- Ochlodes sylvanoides
- Ochlodes sylvanus
- Ochlodes tarsa
- Ochlodes taurica
- Ochlodes thibetana
- Ochlodes tochrana
- Ochlodes venata
- Ochlodes verus
- Ochlodes vivax
- Ochlodes yreka
- Ochlodes yuma